# 中村昌宏 (能楽師)
中村昌弘（なかむら まさひろ、1978年 - ）は、シテ方金春流能楽師。
1978年東京生まれ。都立戸山高等学校卒業、2001年中央大学法学部法律学科卒業

## 来歴・人物
七十九世金春流宗家金春信高、高橋万紗、高橋忍に師事。
1981年　　高橋万紗師に入門（2才）
1985年　「桜川」子方にて初舞台（6才）
1998年　「田村｣にて初シテ（主役）
2015年　「融｣にて初の単独公演
2015年　　金春円満井会特別公演にて「道成寺」を披く
2016年　「船弁慶」にて第２回単独公演
2018年　「望月」にて第３回単独公演
2019年　「二人静」にて第４回単独公演
2021年　「角田川」にて第５回単独公演
現在、狛江市をを中心に能楽普及の活動のため「社会教育団体　狛江能楽普及会」を発足し活動中
　　〇 重要無形文化財（総合指定）保持者 
　　〇（公社）金春円満井会理事
　　〇 狛江能楽普及会代表
　　〇 音楽の街ー狛江エコルマ企画委員
　　〇 狛江青年会議所　第37代理事長。
　　〇 年5～6回、国立能楽堂他でシテを勤めるほか、海外公演や全国各地の公演に出演している。